# Never Ending Tour 1996
Never Ending Tour 1996 es el noveno año de la gira Never Ending Tour, una gira musical del músico estadounidense Bob Dylan realizada de forma casi ininterrumpida desde el 7 de junio de 1988.

## Trasfondo
El octavo año de la gira Never Ending Tour comenzó con una etapa norteamericana el 16 de abril en Nueva Jersey. Los conciertos tuvieron mayoritariamente lugar en la costa Este de los Estados Unidos, con cuatro conciertos en varias provincias de Canadá.
A continuación, Dylan viajó a Europa para ofrecer un total de veintiocho conciertos en once países y veinticinco ciudades. Durante la etapa europea, Dylan también tocó en varios festivales, incluyendo MasterCard Masters of Music Concert for The Prince's Trust y Pori Jazz Festival.
Poco después de finalizar la etapa europea, Dylan tocó dos noches en el House of Blues de Atlanta (Georgia). A continuación, retomó la gira el 17 de octubre en Los Ángeles (California). La etapa finalizó mes y medio después en Akron (Ohio). Aunque existieron planes de ofrecer conciertos en clubes pequeños, de forma similar al año anterior, durante el mes de diciembre, fueron archivados hasta el año siguiente.

## Fechas
| #            | Fecha                   | Ciudad        | País           | Escenario                                | Entradas vendidas/disponibles | Taquilla |
| ------------ | ----------------------- | ------------- | -------------- | ---------------------------------------- | ----------------------------- | -------- |
| Norteamérica |                         |               |                |                                          |                               |          |
| 1            | 13 de abril de 1996     | Madison       | Estados Unidos | Simon Forum and Athletic Center          | —                             | —        |
| 2            | 14 de abril de 1996     | New Haven     | Estados Unidos | Palace Performing Arts Center            | —                             | —        |
| 3            | 16 de abril de 1996     | Springfield   | Estados Unidos | Symphony Hall                            | —                             | —        |
| 4            | 17 de abril de 1996     | Burlington    | Estados Unidos | Patrick Gym                              | —                             | —        |
| 5            | 18 de abril de 1996     | Providence    | Estados Unidos | The Strand                               | —                             | —        |
| 6            | 19 de abril de 1996     | Portland      | Estados Unidos | State Theatre                            | —                             | —        |
| 7            | 20 de abril de 1996     | Portland      | Estados Unidos | State Theatre                            | —                             | —        |
| 8            | 21 de abril de 1996     | Portland      | Estados Unidos | State Theatre                            | —                             | —        |
| 9            | 22 de abril de 1996     | Orono         | Estados Unidos | Hutchins Concert Hall                    | —                             | —        |
| 10           | 23 de abril de 1996     | Orono         | Estados Unidos | Hutchins Concert Hall                    | —                             | —        |
| 11           | 26 de abril de 1996     | Montreal      | Canadá         | Verdun Auditorium                        | —                             | —        |
| 12           | 27 de abril de 1996     | Toronto       | Canadá         | Sony Centre for the Performing Arts      | —                             | —        |
| 13           | 28 de abril de 1996     | Toronto       | Canadá         | Sony Centre for the Performing Arts      | —                             | —        |
| 14           | 30 de abril de 1996     | Syracuse      | United States  | Landmark Theater                         | —                             | —        |
| 15           | 1 de mayo de 1996       | Poughkeepsie  | United States  | Mid-Hudson Civic Center                  | —                             | —        |
| 16           | 3 de mayo de 1996       | Lewisburg     | United States  | University Fieldhouse                    | —                             | —        |
| 17           | 4 de mayo de 1996       | Richmond      | United States  | Richmond International Raceway           | —                             | —        |
| 18           | 7 de mayo de 1996       | Louisville    | United States  | The Louisville Palace                    | —                             | —        |
| 19           | 8 de mayo de 1996       | Columbus      | United States  | Palace Theatre                           | —                             | —        |
| 20           | 9 de mayo de 1996       | Erie          | United States  | Erie Civic Center                        | —                             | —        |
| 21           | 10 de mayo de 1996      | Buffalo       | United States  | Houston Gym                              | —                             | —        |
| 22           | 11 de mayo de 1996      | London        | Canadá         | Alumni Hall                              | —                             | —        |
| 23           | 14 de mayo de 1996      | Ann Arbor     | Estados Unidos | Michigan Theater                         | —                             | —        |
| 24           | 16 de mayo de 1996      | Clarkston     | Estados Unidos | Pine Knob Music Theatre                  | —                             | —        |
| 25           | 17 de mayo de 1996      | Cleveland     | Estados Unidos | Nautica Stage                            | —                             | —        |
| 26           | 18 de mayo de 1996      | Burgettstown  | Estados Unidos | Coca Cola Star Lake Amphitheater         | —                             | —        |
| Europa       |                         |               |                |                                          |                               |          |
| 27           | 15 de junio de 1996     | Arhus         | Dinamarca      | Tangkrogen                               | —                             | —        |
| 28           | 17 de junio de 1996     | Berlín        | Alemania       | Tempodrom                                | —                             | —        |
| 29           | 19 de junio de 1996     | Frankfurt     | Alemania       | Alte Oper                                | —                             | —        |
| 30           | 20 de junio de 1996     | Utrecht       | Países Bajos   | Muziekcentrum Vredenburg                 | —                             | —        |
| 31           | 21 de junio de 1996     | Utrecht       | Países Bajos   | Muziekcentrum Vredenburg                 | —                             | —        |
| 32           | 22 de junio de 1996     | Bruselas      | Bélgica        | Forest National                          | —                             | —        |
| 33           | 24 de junio de 1996     | Kirchberg     | Luxemburgo     | d'Coque                                  | —                             | —        |
| 34           | 26 de junio de 1996     | Liverpool     | Inglaterra     | Liverpool Empire Theatre                 | —                             | —        |
| 35           | 27 de junio de 1996     | Liverpool     | Inglaterra     | Liverpool Empire Theatre                 | —                             | —        |
| 36           | 29 de junio de 1996     | Londres       | Inglaterra     | Hyde Park                                | —                             | —        |
| 37           | 1 de julio de 1996      | Münster       | Alemania       | Halle Münsterland                        | —                             | —        |
| 38           | 2 de julio de 1996      | Mannheim      | Alemania       | Mannheimer Rosengarten                   | —                             | —        |
| 39           | 3 de julio de 1996      | Konstanz      | Alemania       | Bodenseestadion                          | —                             | —        |
| 40           | 5 de julio de 1996      | Ferrara       | Italia         | Piazza del Municipio                     | —                             | —        |
| 41           | 7 de julio de 1996      | Pistoia       | Italia         | Piazza del Duomo                         | —                             | —        |
| 42           | 8 de julio de 1996      | Codroipo      | Italia         | Villa Manin                              | —                             | —        |
| 43           | 9 de julio de 1996      | Salzburgo     | Austria        | Sporthalle Alpenstrasse                  | —                             | —        |
| 44           | 10 de julio de 1996     | Tambach       | Alemania       | Schloss Tambach                          | —                             | —        |
| 45           | 12 de julio de 1996     | Magdeburg     | Alemania       | Stadthalle Magdeburg                     | —                             | —        |
| 46           | 13 de julio de 1996     | Hamburgo      | Alemania       | Trabrennbahn Bahrenfeld                  | —                             | —        |
| 47           | 14 de julio de 1996     | Cottbus       | Alemania       | Stadthalle Cottbus                       | —                             | —        |
| 48           | 16 de julio de 1996     | Bydgoszcz     | Polonia        | Zdzisław Krzyszkowiak Stadium            | —                             | —        |
| 49           | 18 de julio de 1996     | Oslo          | Noruega        | Oslo Spektrum                            | —                             | —        |
| 50           | 19 de julio de 1996     | Molde         | Noruega        | Romsdalsmuseet                           | —                             | —        |
| 51           | 21 de julio de 1996     | Pori          | Finlandia      | Kirjurinluoto Arena                      | —                             | —        |
| 52           | 23 de julio de 1996     | Copenhague    | Dinamarca      | Den Grå Hal                              | —                             | —        |
| 53           | 24 de julio de 1996     | Copenhague    | Dinamarca      | Den Grå Hal                              | —                             | —        |
| 54           | 25 de julio de 1996     | Malmö         | Suecia         | Slottsmollan                             | —                             | —        |
| 55           | 27 de julio de 1996     | Estocolmo     | Suecia         | Lida Friluftsgård                        | —                             | —        |
| Norteamérica |                         |               |                |                                          |                               |          |
| 56           | 3 de agosto de 1996     | Atlanta       | Estados Unidos | House of Blues                           | —                             | —        |
| 57           | 4 de agosto de 1996     | Atlanta       | Estados Unidos | House of Blues                           | —                             | —        |
| 58           | 17 de octubre de 1996   | Los Ángeles   | Estados Unidos | Polytechnic State Performing Arts Center | —                             | —        |
| 59           | 19 de octubre de 1996   | Primm         | Estados Unidos | Star of the Desert Arena                 | —                             | —        |
| 60           | 20 de octubre de 1996   | Mesa          | Estados Unidos | Mesa Amphitheatre                        | —                             | —        |
| 61           | 21 de octubre de 1996   | Tucson        | Estados Unidos | Tucson Centennial Hall                   | —                             | —        |
| 62           | 23 de octubre de 1996   | Albuquerque   | Estados Unidos | Kiva Auditorium                          | —                             | —        |
| 63           | 25 de octubre de 1996   | Dallas        | Estados Unidos | Bronco Bowl                              | —                             | —        |
| 64           | 26 de octubre de 1996   | Austin        | Estados Unidos | Austin Music Hall                        | —                             | —        |
| 65           | 27 de octubre de 1996   | Austin        | Estados Unidos | Austin Music Hall                        | —                             | —        |
| 66           | 29 de octubre de 1996   | Oklahoma City | Estados Unidos | Civic Center Music Hall                  | —                             | —        |
| 67           | 30 de octubre de 1996   | Shreveport    | Estados Unidos | Shreveport Municipal Memorial Auditorium | —                             | —        |
| 68           | 1 de noviembre de 1996  | Tupelo        | Estados Unidos | Tupelo Coliseum                          | —                             | —        |
| 69           | 2 de noviembre de 1996  | Birmingham    | Estados Unidos | Alabama Theatre                          | —                             | —        |
| 70           | 3 de noviembre de 1996  | Chattanooga   | Estados Unidos | Soldiers and Sailors Memorial Auditorium | —                             | —        |
| 71           | 4 de noviembre de 1996  | Spartanburg   | Estados Unidos | Spartanburg Memorial Auditorium          | —                             | —        |
| 72           | 6 de noviembre de 1996  | Charleston    | Estados Unidos | Charleston Municipal Auditorium          | —                             | —        |
| 73           | 7 de noviembre de 1996  | Dayton        | Estados Unidos | Memorial Hall                            | —                             | —        |
| 74           | 9 de noviembre de 1996  | Milwaukee     | Estados Unidos | Eagles Ballroom                          | —                             | —        |
| 75           | 10 de noviembre de 1996 | Mankato       | Estados Unidos | Civic Center Arena                       | —                             | —        |
| 76           | 12 de noviembre de 1996 | Dubuque       | Estados Unidos | Five Flags Center                        | —                             | —        |
| 77           | 13 de noviembre de 1996 | Madison       | Estados Unidos | Memorial Coliseum                        | —                             | —        |
| 78           | 15 de noviembre de 1996 | Ames          | Estados Unidos | Stephens Auditorium                      | —                             | —        |
| 79           | 16 de noviembre de 1996 | Davenport     | Estados Unidos | Adler Theater                            | —                             | —        |
| 80           | 17 de noviembre de 1996 | Bloomington   | Estados Unidos | Indiana University Auditorium            | —                             | —        |
| 81           | 19 de noviembre de 1996 | Kalamazoo     | Estados Unidos | Wings Stadium                            | —                             | —        |
| 82           | 20 de noviembre de 1996 | East Lansing  | Estados Unidos | MSU Auditorium                           | —                             | —        |
| 83           | 21 de noviembre de 1996 | Ann Arbor     | Estados Unidos | Hill Auditorium                          | —                             | —        |
| 84           | 22 de noviembre de 1996 | South Bend    | Estados Unidos | Morris Performing Arts Center            | —                             | —        |
| 85           | 23 de noviembre de 1996 | Akron         | Estados Unidos | E. J. Thomas Hall                        | —                             | —        |